# 歌德堡體

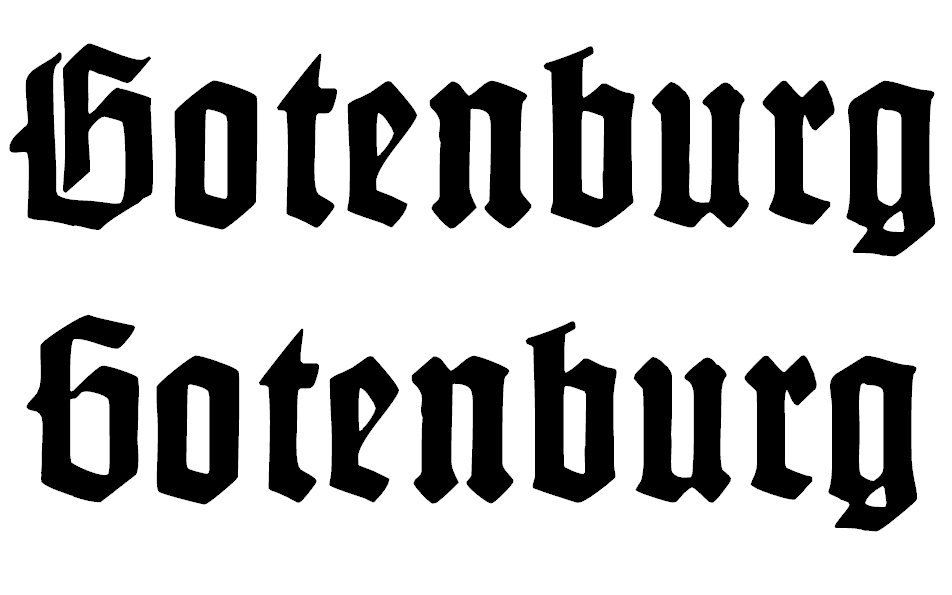
歌德堡體的細微差異
(上為A型粗體; 下為B型正常體)

歌德堡體（德語：Gotenburg），又可翻譯為納粹字體、怪誕體，指的是用現代拉丁字母的寫法去模仿破碎體的一款無襯線字體字體，它是由德國藝術家Friedrich Heinrichsen在1935～1937年專為D.Stempel AG字體公司而設計的商用字體，以取代各種已經不能符合現代需要的各種德式破碎體。它結構簡單、字體清晰，在故意模仿傳統破碎體的同時，收窄了字與字之間的間距，並且加粗橫向線條，這讓它能成為一種常用的閱讀字體。在納粹德國統治期間，這種字體因為和英法美的Times New Roman形成鮮明對比，能突顯出德國的民族特色，所以受到當時德國政府的稱讚和推廣。

## 自己的基本內容

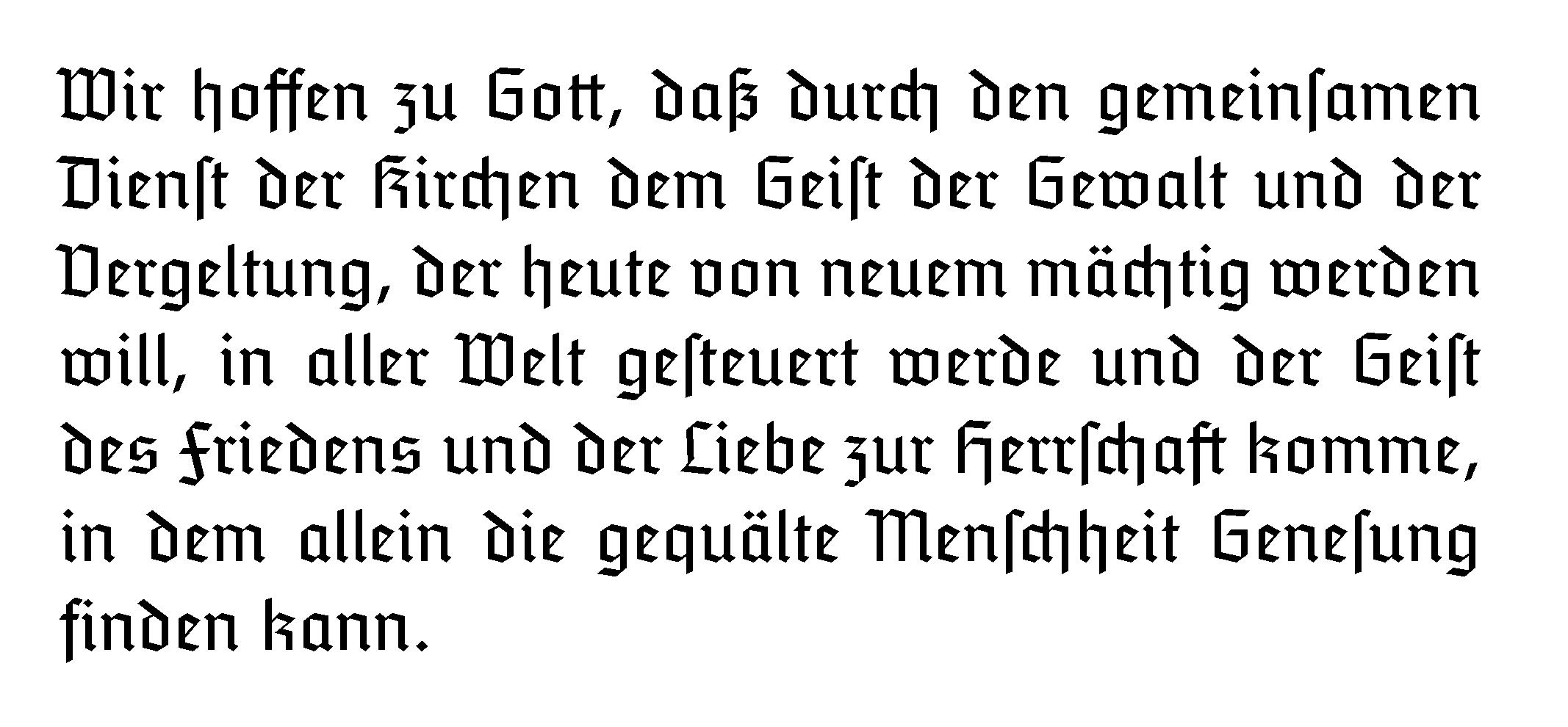
用歌德堡體打印的一段話

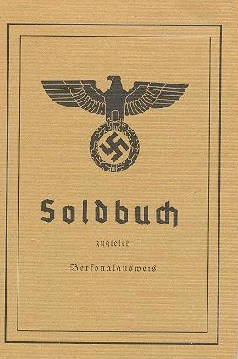
納粹文宣冊上所採用的歌德堡體

### 製作原因
該名稱源自於設計者Friedrich Heinrichsen最鐘愛的旅遊城市——瑞典哥德堡市的德語舊名稱，所以這個名字並非來源自德國本土。

### 引用
實際上，納粹所推薦使用的歌德堡體不是傳統的德國字體，也不是在文藝復興時期的破裂體的基礎上修改的；相反，它是純粹的20世紀西歐字體，只不過透過在“能看得出西歐字母”的前提下盡量模仿破碎體的形狀。因此，歌德堡體在內核上與任何德國的傳統字體都毫無關係，是納粹設計師Friedrich Heinrichsen為了順應時代的發展，且為了避免別人說西歐字體不夠德國而創造出來的字體。西歐國家將這種德國人的政治敏感、自我審查、想現代化卻又不肯進步的矛盾心理和“怪誕”一詞聯繫起來，當時的非德語區的排字工人經常諷刺歌德堡體像一雙“怪誕的德國軍皮靴”——漢斯·彼得威爾伯格。

### 文字縮放
歌德堡體足足有六種不同的縮放方式，納粹德國因為要宣傳這個字體，所以將它進行了仔細地拆分。一般來說，分為兩組，即A型和B型，每個型中有3個字體粗細，因此共六種縮放方式。歌德堡B型更加貼近西歐文字，而A型更加難以辨認；所以A型更加適合大塊的裝飾性的文字，作為中世紀破裂體的完全替代。
| 字體名稱         | 第一生產時間 | 最小字號 | 最大字號 |
| ---------------- | ------------ | -------- | -------- |
| 歌德堡體A型·中粗 | 1935         | 9 pt     | 84 pt    |
| 歌德堡體B型·中粗 | 1935         | 6 pt     | 84 pt    |
| 歌德堡體A型·普通 | 1936         | 6 pt     | 48 pt    |
| 歌德堡體B型·普通 | 1936         | 6 pt     | 48 pt    |
| 歌德堡體A型·最粗 | 1937         | 12 pt    | 72 pt    |
| 歌德堡體B型·最粗 | 1937         | 12 pt    | 72 pt    |